# Guildfordia
Guildfordia là một chi ốc biển, là động vật thân mềm chân bụng sống ở biển trong họ Turbinidae, họ ốc xà cừ.

## Các loài
Các loài trong chi Guildfordia gồm có:
- Guildfordia aculeata Kosuge, 1979[2]
- †Guildfordia hendersoni (Marwick, 1934)
- †Guildfordia megapex (Beu, 1970)
- †Guildfordia ostarrichi Pacaud, 2017
- Guildfordia radians Dekker, 2008[3]
- †Guildfordia subfimbriata (Suter, 1917)
- Guildfordia superba Poppe, Tagaro & Dekker, 2005[4]
- Guildfordia triumphans (Philippi, 1841)[5]
- Guildfordia yoka Jousseaume, 1888[6]

Đồng nghĩa
- Guildfordia delicata Habe & Okutani, 1983: synonym of Guildfordia yoka Jousseaume, 1888
- Guildfordia gloriosa Kuroda & Habe in Kira, 1961: synonym of Bolma henica (Watson, 1885)
- Guildfordia heliophorus Gray: synonym of Astraea heliotropium (Martyn, 1784)
- Guildfordia kurzi Petuch, 1980 - Kurz's Star Turban: synonym of Guildfordia aculeata Kosuge, 1979
- Guildfordia tagaroae Alf & Kreipl, 2006:[7] syn. Guildfordia aculeata Kosuge, 1979

Taxon inquirendum
- Guildfordia monilifera (Hedley & Willey, 1896)  (possibly a synonym of Guildfordia aculeata)

## Hình ảnh

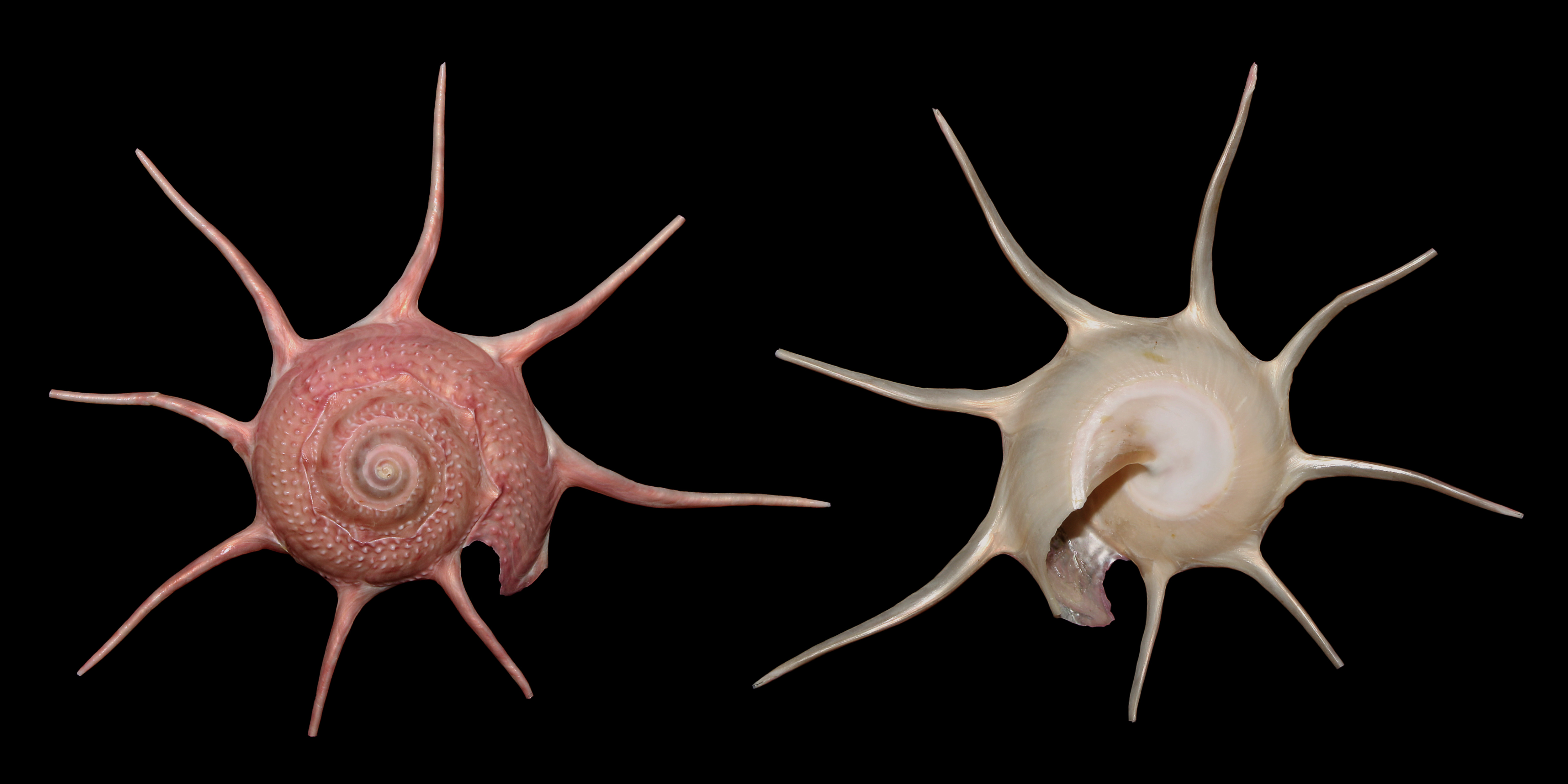